# تحديث فريق اللواء القتالي

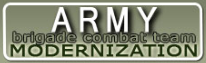
شعار البرنامج

كان تحديث فريق اللواء القتالي برنامج التحديث الرئيسي لجيش الولايات المتحدة لفرق اللواء القتالية (BCTs) من 2009 إلى 2010. يعد البرنامج خليفة لأنظمة القتال المستقبلية (FCS) الذي كان برنامج التحديث من عام 2003 إلى أوائل عام 2009.  خططت استراتيجية تحديث اللواء القتالي بالجيش لبناء مزيج متعدد الاستخدامات من الفرق القتالية الشبكية والمصممة خصيصًا والتي تعمل على نطاق تناوبي من شأنه أن يعزز القدرة على الحركة والحماية والمعلومات والنيران الدقيقة لإجراء عمليات فعالة لتحقيق النجاح في العمليات العسكرية كاملة الطيف الحالية والمستقبلية.
كان الهدف الرئيسي لتحديث الفرق القتالية بالجيش هو تمكين الجنود من زيادة قدرات الاستخبارات والمراقبة والاستطلاع. بدلاً من اتخاذ قرار تحديث واحد ثم تطبيقه في جميع أنحاء الجيش على مدار عقدين أو أكثر كما كان معتادًا بالنسبة للجيش الأمريكي في الماضي، تهدف خطة التحديث إلى تنفيذ قرارات التحديث بشكل تدريجي من أجل البقاء في من أجل البقاء في طليعة متطلبات البيئة الأمنية واحتياجات الجنود الأمريكيين.

## روابط خارجية
- صفحة تحديث فريق اللواء القتالي، الجيش الأمريكي